# Wolf Hennings
Wolf Hennings (* 1944 in Krakau) ist ein deutscher evangelisch-lutherischer Geistlicher, Missionar und Autor.

## Leben
Wolf Hennings wurde als jüngstes Kind von Pädagogen geboren, ging in Nürnberg zur Schule und begann anschließend eine kaufmännische Ausbildung. Von 1965 bis 1971 studierte er am Missions- und Diasporaseminar Neuendettelsau. Er reiste 1974 als Missionar nach Papua-Neuguinea und war ab 1980 Gemeindepfarrer in Zirndorf, ab 1986 in Kempten (Allgäu). Seit 2005 befindet er sich im Ruhestand. Er engagierte sich in der Flüchtlingsproblematik und ist ehrenamtlich im Ikarus-Verein für Integration, Kultur und Sport Thingers, tätig.

## Schriften
- Hotel Papa ruft ... 5 Jahre Dienst im Urwald Papua-Neuguineas. Neuendettelsau: Freimund-Verlag, 1984. ISBN 3-7726-0117-0
- Nichts als Hoffnung im Gepäck. Eine Asylsuche 1985. Erlangen: Verlag der Ev.-Luth. Mission, 1985. ISBN 978-3-87214-204-7

| Personendaten    | Personendaten                                              |
| ---------------- | ---------------------------------------------------------- |
| NAME             | Hennings, Wolf                                             |
| KURZBESCHREIBUNG | deutscher evangelisch-lutherischer Pfarrer i. R. und Autor |
| GEBURTSDATUM     | 1944                                                       |
| GEBURTSORT       | Krakau                                                     |